# Herman Adolph Hertz
Herman Adolph Hertz (født 1. november 1796 i Nørhaa, Aalborg Stift, død 4. juni 1863 i Kalundborg) var en dansk læge og forfatter, søn af Jens Michael Hertz, far til Christian Adolph Hertz.
Hertz dyrkede i de timer, hans lægegerning — Hertz var distriktslæge i Kalundborg — levnede ham, poesien som dilettant og har foruden nogle patriotiske sange fra krigsårene udgivet et historisk digt, "Gustav Erikson Vasa, Sveriges Befrier" (1856), der skaffede ham den svenske fortjenstmedaille.
Hans betydeligste arbejde skal i øvrigt være "Udkast til Temperamentslærens Historie" (1856), en række psykologiske betragtninger med tilknytning til fysiologiske iagttagelser.